# Eperythrozoonose der Schweine
Die Eperythrozoonose ist eine Infektionskrankheit von Schweinen, die von der Mykoplasmen-Art Eperythrozoon suis (früher Mycoplasma haemosuis) verursacht wird.

## Krankheitsentstehung
Die Übertragung ist nur durch Kontakt mit erregerhaltigem Blut möglich, also entweder durch blutsaugende Insekten oder durch Injektionskanülen, die bei mehreren Tieren angewandt werden.
Die Erreger lagern sich an die roten Blutkörperchen an und bewirken dadurch die Produktion von gegen die eigenen Zellen gerichteten Antikörpern. Diese verklumpen unterhalb der normalen Körpertemperatur („Kälteantikörper“) die Blutkörperchen und führen zur Blutarmut (Anämie). Dies ist allerdings erst ab einer bestimmten Erregerkonzentration möglich.
Einmal infizierte Tiere machen immer wieder Schübe der Blutarmut durch. Die Krankheit wird chronisch. Ältere Schweine sind nur latent infiziert und erleiden nur bei großer Schwäche wieder einen Schub. Der Erreger verbleibt lebenslang im Körper.

## Klinik
Bei Saugferkeln im Alter von drei bis vier Wochen treten vor allem akute Erkrankungen auf mit über 41 °C Fieber und Blutarmut sowie Blaufärbung bzw. Absterben der Ohren- und Schwanzspitzen infolge einer Durchblutungsstörung. Ebenfalls treten Leistungsabfall und Gelbsucht auf.

## Diagnose
Die Diagnose erfolgt anhand von Blutausstrichen oder serologisch über KBR, IFT oder ELISA.

## Therapie
Die Antibiotikagabe (Oxytetracyclin) spricht im Regelfall gut an. Es empfiehlt sich die Verhinderung der Blutübertragung. Erregerfreiheit ist bei infizierten Tieren nicht zu erreichen.

## Quelle
- Medizinische Mikrobiologie, Infektions- und Seuchenlehre von Rolle/Mayr, Enke Verlag Stuttgart (2007)